# Sis dies de Groningen
Els Sis dies de Groningen era una cursa de ciclisme en pista, de la modalitat de sis dies, que es disputava a Groningen (Països Baixos). La seva primera edició data del 1970 i es va celebrar fins al 1979, amb només quatre edicions. Klaus Bugdahl i Dieter Kemper, amb dues victòries, són els ciclistes amb més victòries.

## Palmarès
| Any     | Primers                        | Segons                            | Tercers                      |
| ------- | ------------------------------ | --------------------------------- | ---------------------------- |
| 1970    | Jan Janssen · Peter Post       | Klaus Bugdahl · Dieter Kemper     | Graeme Gilmore · Sigi Renz   |
| 1971    | Klaus Bugdahl · Dieter Kemper  | Fritz Pfenninger · Peter Post     | Leo Duyndam · René Pijnen    |
| 1972    | Klaus Bugdahl · Dieter Kemper  | Graeme Gilmore · Theo Verschueren | René Pijnen · Norbert Seeuws |
| 1973-78 | No disputats                   |                                   |                              |
| 1979    | Wilfried Peffgen · René Pijnen | Albert Fritz · Patrick Sercu      | Roman Hermann · Horst Schütz |